# Mauvais Genre
Pour un autre film, voir Mauvais Genres.
Ne doit pas être confondu avec Mauvais Genre (bande dessinée).
Pour le roman, voir Naomi Alderman#Autres romans.
Pour plus de détails, voir Fiche technique et Distribution.
Mauvais Genre est un film français réalisé par Laurent Bénégui, sorti en 1997.

## Synopsis
Martial vit avec Lucie, il vient de sortir son premier roman, très autobiographique. Au cours de la promotion de son livre il rencontre Camille, qui l'inspire pour son deuxième roman.

## Fiche technique
- Titre : Mauvais Genre
- Réalisateur : Laurent Bénégui
- Scénario : Laurent Bénégui, Jean-Luc Gaget
- Musique :
- Photographie :
- Durée : 90 min
- Dates de sortie : 9 juillet 1997

## Distribution
- Jacques Gamblin : Martial
- Elina Löwensohn : Lucie
- Monica Bellucci : Camille
- Christiane Cohendy : mère de Martial
- Michel Aumont : Bernard Brondin
- Agnès Obadia : Michèle
- Jean-François Perrier : le libraire
- Laurent Olmedo : Ricardo
- Michael Lonsdale : Honoré de Balzac
- Bruno Solo : Dr Belhas